# Comuna Călugăr, Fălești
Comuna Călugăr este o comună din raionul Fălești, Republica Moldova. Este formată din satele Călugăr (sat-reședință), Frumușica, Socii Noi și Socii Vechi.

## Demografie
Limba română (91,5%)
     Limba ucrainenaă (6,5%)
     Limba rusă (1%)
     Nedeclarată (1%)
Conform datelor recensământului din 2014, comuna are o populație de 2.625 de locuitori. La recensământul din 2004 erau 3.040 de locuitori.
Limba vorbite de obicei, în 2014 a fost: română - 2.403 pers.; ucraineană - 171 pers., rusă 27 pers., nedeclarată 24  pers.
Structura religioasă în 2014: 2.502 ortodocși; 18 penticostali (Biserica lui Dumnezeu Apostolică); 10 Martori ai lui Iehova, 9 persoane aparțineau altor culte și 82 nu și-au declarat religia.

## Administrație și politică
Componența Consiliului local Călugăr (11 consilieri), ales la 5 noiembrie 2023, este următoarea:
|  | Partid                                       | Consilieri | Componență | Componență | Componență | Componență | Componență | Componență | Componență | Componență |
|  | -------------------------------------------- | ---------- | ---------- | ---------- | ---------- | ---------- | ---------- | ---------- | ---------- | ---------- |
|  | Partidul Nostru                              | 8          |            |            |            |            |            |            |            |            |
|  | Partidul Socialiștilor din Republica Moldova | 1          |            |            |            |            |            |            |            |            |
|  | Partidul Social Democrat European            | 1          |            |            |            |            |            |            |            |            |
|  | Partidul Acțiune și Solidaritate             | 1          |            |            |            |            |            |            |            |            |